# Curso legal

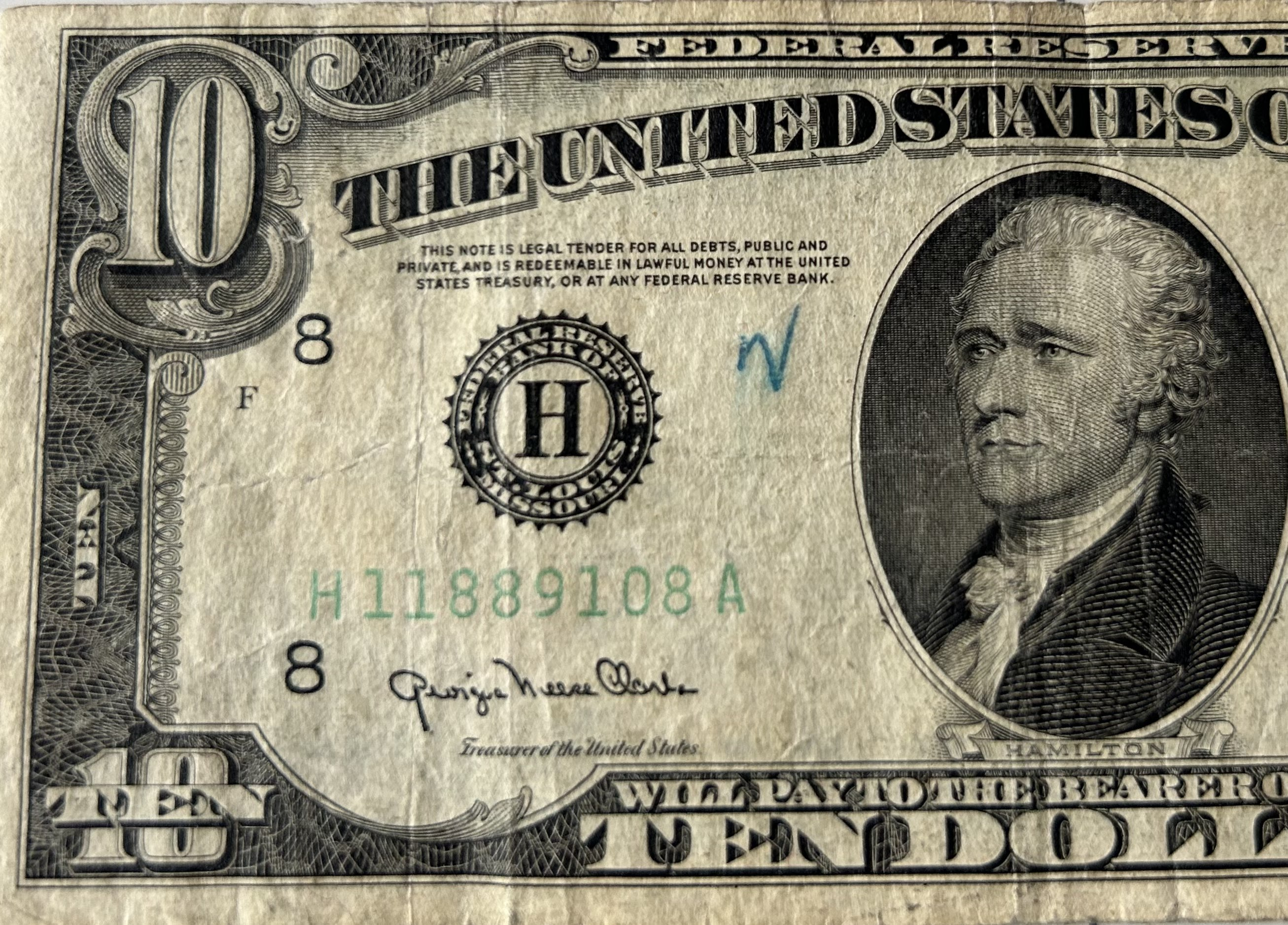
Detalle del anverso de un billete de diez dólares de los Estados Unidos de la serie de 1950, que muestra la frase «Este billete es de curso legal para todas las deudas, públicas y privadas, y es redimible en dinero legal en el Tesoro de los Estados Unidos, o en cualquier Banco de la Reserva Federal». Esta frase se acortó posteriormente en emisiones posteriores a «Este billete es de curso legal para todas las deudas, públicas y privadas».

El curso legal o moneda de curso legal es una forma de dinero que los tribunales de justicia están obligados a reconocer como pago satisfactorio de cualquier deuda monetaria. Cada jurisdicción determina qué es moneda de curso legal, pero esencialmente es cualquier cosa que cuando se ofrece («licita») en pago de una deuda extingue la deuda. El acreedor no está obligado a aceptar el pago ofrecido, pero el hecho de ofrecer el pago en moneda de curso legal extingue la deuda.
Algunas jurisdicciones permiten que el derecho contractual anule la condición de moneda de curso legal, permitiendo (por ejemplo) a los comerciantes especificar que no aceptarán pagos en efectivo. En muchos países, las monedas y los billetes se consideran de curso legal, pero los cheques personales, las tarjetas de crédito y otros métodos de pago similares no suelen serlo.

## Etimología
El término «moneda de curso legal» procede del francés medio tendre (forma verbal), que significa ofrecer. La raíz latina es tendere (extender), y el sentido de tender como oferta está relacionado con la etimología de la palabra inglesa "extend» (extender hacia fuera).

## Retirada y sustitución

### Desmonetización
La desmonetización es el acto de despojar a una unidad monetaria de su condición de moneda de curso legal. Se produce siempre que hay un cambio de moneda nacional: La forma o formas actuales de dinero se retiran de la circulación y se jubilan, a menudo para ser sustituidas por nuevos billetes o monedas. A veces, un país sustituye completamente la moneda antigua por una nueva. Lo contrario de la desmonetización es la remonetización, en la que una forma de pago vuelve a tener curso legal. Las monedas y los billetes pueden dejar de tener curso legal si los sustituyen nuevos billetes de la misma moneda o si se introduce una nueva moneda que sustituye a la anterior.

### Retirada de circulación
Los billetes y monedas pueden retirarse de la circulación, pero siguen siendo de curso legal. Por ejemplo, los billetes de Estados Unidos emitidos en cualquier fecha siguen siendo de curso legal incluso después de haber sido retirados de la circulación. Los billetes canadienses de 1 y 2 dólares siguen siendo de curso legal aunque hayan sido retirados y sustituidos por monedas, pero los billetes canadienses de 1000 dólares siguen siendo de curso legal aunque sean retirados de la circulación al llegar a un banco. Sin embargo, los billetes del Banco de Inglaterra que se retiran de la circulación generalmente dejan de tener curso legal, pero siguen siendo canjeables por moneda corriente en el propio Banco de Inglaterra o por correo.

### Sociedad sin dinero en efectivo
Una sociedad sin dinero en efectivo describe un estado económico en el que las transacciones financieras no se realizan con dinero en forma de billetes o monedas. Han existido sociedades sin efectivo, basadas en el trueque y otros métodos de intercambio. En el uso moderno, el término suele referirse a las transacciones financieras realizadas mediante la transferencia de información digital (normalmente una representación electrónica del dinero) entre las partes que realizan la transacción.